# Ctenotus rimacolus
Ctenotus rimacolus är en ödleart som beskrevs av  Horner och FISHER 1998. Ctenotus rimacolus ingår i släktet Ctenotus och familjen skinkar.

## Underarter
Arten delas in i följande underarter:
- C. r. camptris
- C. r. rimacolus